# Escut d'Artigas
L'escut d'Artigas va ser aprovat el 12 de juliol de 1964 i el seu creador va ser Walter F. Planke. L'escut utilitza la bandera de José Artigas, heroi de la pàtria. En l'angle inferior esquerre de l'esmentada bandera, es troba una vaca, símbol de la principal riquesa del departament. L'angle superior dret té dos emblemes de la producció agrícola del departament: l'arròs i la canya de sucre, al costat d'algunes línies ondades que simbolitzen els rius Cuareim i Uruguai.
Sobre la bandera, apareix la imatge d'un vanellus chilensis, au simbòlica què representa la sentinella. Darrere de l'au, apareix el sol de Maig, símbol del pavelló nacional uruguaià i símbol d'igualtat. També apareix la paraula Artigas. L'escut és adornat amb armes i eines utilitzades pels indis txarrúes.